# Żyżało (przystanek kolejowy)
Żyżało (ros. Жижало) – przystanek kolejowy w miejscowości Żyżało, w rejonie tiomkińskim, w obwodzie smoleńskim, w Rosji. Położony jest na linii Wiaźma – Kaługa.